# Albena
 (juillet 2018).

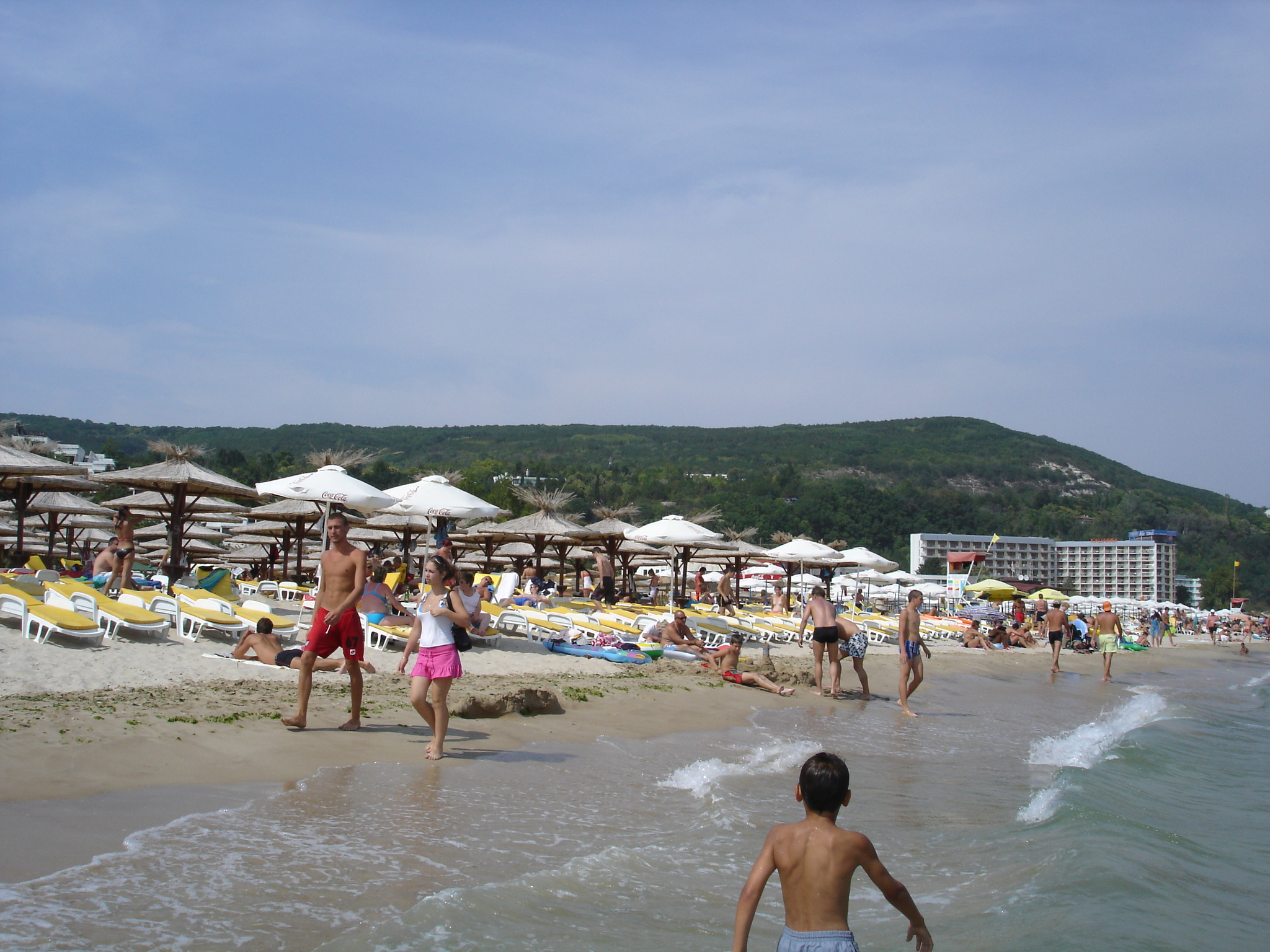
Plage d'Albena.

Albena (en bulgare Албена) est une station balnéaire de Bulgarie, au bord de la mer Noire. Elle est située à 23 km au nord de Varna.
Inaugurée en août 1969 avec 9 hôtels et 4 restaurants, Albena compte aujourd'hui 43 hôtels avec 14 900 lits. La plage est longue de 7 kilomètres et le sable est très fin.
La saison dure de mai à fin octobre ; la haute saison étant de juin à mi-août. Cette ville est déserte en hiver.
Aujourd'hui Albena est une holding, elle est gérée par M. Stanev (24/07/2005). Elle rachète d'autres hôtels ou stations de la mer Noire (CBA…).
C'est probablement l'une des stations les plus agréables de la côte bulgare. C'est une station familiale.